# Lascoria naupalis
Lascoria naupalis là một loài bướm đêm thuộc họ Noctuidae. Nó được tìm thấy ở Nam Mỹ, bao gồm Brasil.